# Lars Svendsen
Lars „Larsêraĸ“ Kristian Ananias Louis Svendsen (geb. Berthelsen; * 17. Februar 1926 in Nuuk; † Juli 1975) war ein grönländischer Gewerkschafter, Sportfunktionär und Musiker.

## Leben
Lars Svendsen war der Sohn des Oberkatecheten Lars Andreas Samuel Berthelsen (1895–1925) und seiner Frau Ane Rakel Pouline Clasen (1895–?). Sein älterer Bruder war Hans Egede Berthelsen (1918–1999). Sein Vater starb noch vor seiner Geburt. Als kleines Kind wurde er vom dänischen Kreisarzt Svend Svendsen adoptiert und wuchs deswegen teils in Dänemark auf. Erst in den 1950er Jahren kehrte er nach Grönland zurück. Dort engagierte er sich in zahlreichen Bereichen. Er gründete die erste grönländische Skischule, war Schiedsrichter bei der Skimeisterschaft und zeitweise Vorsitzender von Grønlands Idrætsforbund. 1958 wurde er in der ersten Diskothek des Landes angestellt, die er bald darauf leitete. Er war einer der bekanntesten grönländischen Sänger der 1950er und 1960er Jahre und konnte als erster Grönländer eine Schallplatte in Dänemark in die Hitlisten bringen. 1956 gründete er die grönländische Gewerkschaft GAS und war bis 1961 ihr erster Vorsitzender. Von 1960 bis 1963 saß er als Gewerkschaftsvertreter im Grønlandsudvalg. Er war zudem 20 Jahre lang Beisitzer im Kreisgericht in Nuuk. 1974 wurde er gemeinsam mit seiner Frau Maria Leiter der neugegründeten Jugendpension in Nuuk. Er starb ein Jahr später nach langer Krankheit im Alter von 49 Jahren.